# Sapna (Bośnia i Hercegowina)
Sapna – wieś w Bośni i Hercegowinie, w Federacji Bośni i Hercegowiny, w kantonie tuzlańskim, siedziba gminy Sapna. W 2013 roku liczyła 2027 mieszkańców, z czego większość stanowili Boszniacy.